# انخفاض الانبعاثية
انخفاض الانبعاثية الانبعاثية الحرارية المنخفضة في الواقع، وهي تعبر أيضا عن نوعية السطح الذي يشع أو تنبعث منه مستويات منخفضة من اشعاع الطاقة (الحرارة).
ولان جميع المواد تمتص وتعكس وتبعث الطاقة المشعة إليها، فهذه المقالة تتحدث عن خصائص المواد في غضون فترات اطوال موجية محددة الخاصة من الطاقة المشعة وتتراوح درجات الحرارة لهذه المواد في فترات من 40-60 °C.

## المبدأ
الانبعاثية هي القيمة المعطاة لمواد البناء التي تعتمد على نسبة الحرارة المنبعثة مقارنة بالأجسام السوداء، والتي تعتمد على مقياس يتراوح من 0-1. وحيث أن المواد السوداء لها انبعاثية تساوي (1) وعاكس كامل بقيمة (0).
ويرتبط مفهوم الانبعاثية عكسياً مع مفهوم الانعكاسية وعند إضافة مجموع القيميتين معاً يجب أن يصل مجموعهما إلى رقم (1) للمواد المعتمة، وهذه القيمة تعني انه يمتص، يبعث ما يقارب 90% من الطاقة الحرارية المشعة ويعكس ما يقارب 10% فقط. ان المواد منخفضة الانبعاثية مثل رقائق الالمونيوم حيث لها قيمة حرارة انيعاثية 0.03 وقيمة انعكاس حراري 0.97، وهذه القيم تعني ان رقائق الالمونيوم تعكس 97% من الطاقة الحرارية وتبعث اشعاع بمقدار 3%
وكمثال على مواد لها قيمة انبعاثية حرارية منخفضة ؛زجاج النوافذ المصنوع من معادن أكسيد الطلاء فضلا عن مواد عزل المنزل، والعزل الحراري العاكس وغيرها من اشكال حواجز الإشعال الحراري.
| اسطح المواد               | الحرارة الانبعاثية |
| ------------------------- | ------------------ |
| رقائق الالمونيوم          | 0.03               |
| أسفلت                     | 0.88               |
| طوب                       | 0.90               |
| خرسانة، خشنة              | 0.91               |
| زجاج غير مصقول (غير مغطى) | 0.91               |
| حجر جيري                  | 0.92               |
| الرخام، ملمع أو أبيض      | 0.89 to 0.92       |
| رخام ناعم                 | 0.56               |
| اوراق أو غطاء أبيض        | 0.88 to 0.86       |
| القصارة                   | 0.89               |
| فضة، وصقول                | 0.02               |

زجاج النوافذ كما هو موضح في الجدول اعلاه لها كمية حرارة انبعاثية عالية، ولتحسين الكفاءة الحرارية (خصائص العزل) نقوم بإضافة رقائق من الطلاء على الزجاج الخام، وهناك طريقتان رئيسيتان في الاستخدام وهما : التحليل الحراري، وتقنية المنغرطون الاخرق.

## الطرق الرئيسية لتحسين الكفاءة الحرارية للزجاج
التقنية الأولى تعتمد على تسريب أكسيد القصدير في درجات حرارة عالية، وطريقة التحليل الحراري تتم عند صناعة الزجاج المسطح في مصانع الزجاج المختلفة.

أما الطريقة الأخرى فتكون بأضافة رقائق من الفضة ورقائق من مواد غير عاكسة، وقد تصل كمية هذه الطبقات من 5-10 طبقات متتالية، ولكن العزل القائم على إضافة طبقات من الفضة غير مستقر بيئياً أي انه يتاثر بالبيئة المحيطة لذلك يدمج مع الزجاج المعزول أو وحدات الزجاج للحفاظ على خصائصها رغم الزمن، يتم تطبيق الطلاء المصمم خصيصا على واحد أو أكثر من الاسطح الزجاجية المعزولة حيث أن هذه الطلاءات تعكس اشعاع طاقة الأشعة تحت الحمراء، وبالتالي تميل للحفاظ على الحرارة الاشعاعية على نفس الجانب من الزجاج التي صنعت منه، مع السماح للضوء المرئي بالنفاذ. هذه النتيجة فعالة أكثر في النوافذ لان الإشعاع الحراري النابع من داخل الفراغ في الشتاء يبقى في الداخل أما في فصل الصيف فهو ينعكس للخارج مما يجعل الفراغ ابرد من الخارج.
ويمكن صنع الزجاج من مواد ذات انبعاثات حرارية مختلفة، ولكن هنا لا يتم استخدامه في النوافذ,
ويمكن السيطرة على خصائص معينة مثل محتوى الحديد، وتغيير خصائص الانبعاثية الحرارية للحديد، وهناك بعض المواد ذات انبعاثية منخفضة وجدت في البورسليكات أو بيركس بطبيعة الحال منخفضة، حيث أن الزجاج منخفض الانبعاثية الحرارية لا يقوم بعكس الأشعة الحمراء (قصيرة الطول الموجي).

## اهداف مرتبطة بالانبعاث الحراري
1- الأداء الحرارى للنافذة
أ- تقليل نفاذ الحرارة صيفا للداخل
يجب أن تقلل النافذة من مرور الحرارة من الخارج للداخل:
1) منع نفاذ الإشعاع الشمسى المباشر: بوسائل الإظلال المختلفة، أو بتحسين نوع الزجاج، مع
ملاحظة التأثير المباشر لوجود الإشعاع الشمسى على الراحة الحرارية داخل الفراغات حتى
قبل أن ترتفع درجة حرارة الهواء.
2) تقليل إشعاع الزجاج وعناصر النافذة للحرارة في صورة موجات طويلة نتيجة ارتفاع درجة
حرارة الزجاج، سواء بانتقال الحرارة إليه من الهواء الخارجى، أو بامتصاصه لجزء من
الإشعاع الشمسى الذي يتعرض له.
3) تقليل انتقال الحرارة بالتوصيل عبر الزجاج نتيجة لفارق درجة الحرارة بين الداخل والخارج
وهو ما يتم مقاومته باستخدام الزجاج المزدوج الذي يحصر بين لوحيه فراغا هوائيا أو غازيا
يمثل عازلا حراريا لانتقال الحرارة بالتوصيل، ولكن الحرارة تنتقل بين اللوحين بالحمل
والإشعاع، مما يعطى أهمية من جديد الخواص الإشعاعية للزجاج.
ب-زيادة نفاذ الحرارة شتاء للداخل
وذلك بالسماح للإشعاع الشمسى المباشر بالنفاذ للداخل لفترة من اليوم، تكفى لرفع درجة الحرارة
وتقليل أحمال التدفئة، وآذلك القضاء على الجراثيم داخل الفراغات.
جـ -تقليل نفاذ الحرارة شتاء للخارج:
وذلك بتقليل نفاذية الزجاج للأشعة تحت الحمراء التي تبثها الحوائط والأجسام الساخنة داخل
الفراغ. وزيادة العزل الحرارى للزجاج.
2 - الإضاءة الطبيعية
 
1- زيادة كمية الإضاءة الطبيعية:
عادة ما يكون ذلك بزيادة نفاذ الإشعاع الشمسى المشتت من القبة السماوية أو المنعكس من
الأسطح المحيطة، وذلك بهدف تقليل الطاقة المستهلكة في الإضاءة الصناعية وتقليل التشوه اللونى
الذي تسببه، وتحقيق الحد الأدنى من الإضاءة عند انقطاع التيار الكهربائى.
2- حسن التوزيع
عادة ما تكون المناطق القريبة من النوافذ أشد في درجة إضاءتها عن باقى مناطق الفراغ، مما
يعنى أن جزءا من الغرفة قد يكون جيد الإضاءة بينما تتسم أجزاء أخرى بنقصها، فيجبر
المستخدمين على استخدام الإضاءة الصناعية، ويساهم ارتفاع النافذة وحسن تصميمها واستخدام
معالجات مناسبة في تحسين توزيع الإضاءة داخل الفراغ.
3-منع الإبهار
الإبهار هو وجود سطح أو جزء من الفراغ ذو شدة إضاءة أعلى بكثير من الباقى مما يرهق العين،
وعادة ما تكون النافذة هي أآثر الأسطح استضاءة، ويمثل دخول الإشعاع الشمسي المباشر سببا
للإبهار، حيث ترتفع شدة استضاءة الأسطح المعرضة له بقدر آبير.
فمن الممكن أن تكون مساحة صغيرة من النوافذ كافية لدخول كمية كافية من الإضاءة، ولكن تكون
شدة استضاءتها عالية لدرجة تسبب الإبهار، مما يعنى ضرورة زيادة مساحة الفتحة وتقليل شدة
إضاءتها نسبيا بحيث تحقق حسن التوزيع وتمنع الإبهار.
3 -الرؤية عبر الفتحات:
1- السماح بالرؤية للخارج:
 
يحتاج مستخدموا المبانى لرؤية الخارج لأسباب نفسية عديدة خاصة عند وجود منظر مميز، ومن
الضرورى أن تسمح النوافذ بالرؤية للخارج بقدر يتناسب مع أهمية المنظر الخارجى. 
 
2- الحجب الجزئي للمنظر الخارجى:

أحيانا ما يكون المنظر الخارجى قيما أو جزء منه يشوه المنظر، لذا يكون من المفيد حجب
الأجزاء غير المرغوبة من المنظر الخارجى.
 
3- الحماية من التطفل وحماية الخصوصية:
 
في معظم الفراغات الانتفاعية (خاصة السكنية) يكون من المهم حماية شاغلى الفراغ من رؤية
غيرهم لهم من خارج الفراغ، لذا يجب أن تكون الفتحة قادرة على منع الرؤية عن الخارج للداخل،
سواء المنع الكلى أو على الأقل منع تمييز المنظر الداخلى بدقة تجرح الخصوصية.

4- السماح بالرؤية من الخارج:
 
مثل حالة المحلات التجارية التي تحتاج لرؤية المعروضات من الخارج، فعند تصميم واجهة محل
يجب حمايته من الإشعاع الشمسى غير المرغوب وفي نفس الوقت السماح للعملاء بمشاهدة نوافذ
العرض بشكل جيد.

## العزل الحراري العاكس
عادة ما يصنع العزل الحراري العاكس من رقائق الألومنيوم إضافة إلى مجموعة متنوعة من المواد الأساسية مثل رغوة البولي ايثلين منخفضة الكثافة، فقاعات البولي ايثلين والألياف الزجاجية، كل المواد الأساسية تعرض مجموع مزياها وعيوبها من قدرتها على توفير فترات الارتياح الحراري وامتصاص الرطوبة ومقاومة تلك المواد للاحتراق عند وضع طبقات من الألومنيوم على السطح الخارجي للمواد.
ان طريقة العزل الحراري العاكس تستطيع إيقاف 97% من نقل الحرارة الإشعاعية، مؤخرا تم تصنيع بعض مواد العزل الحراري العاكس من مواد البولي ايثلين المواجه للمعادن التي تستطيع إضافة خصائص أفضل على هذه المواد مثل الكفاءة على المدى الطويل والحماية من التغيرات الجوية وتأثيرها على الأسطح.
ويمكن تركيب العزل الحراري العاكس في مجموعة متنوعة من المواقع والتطبيقات بما فيها السكنية والمنشئات التجارية والزراعية والصناعية، وبعض التطبيقات المختلفة في أنظمة معينة مثل أغطية الأنابيب، وأنظمة الإشعاع الحراري للأرضيات، والتجاويف داخل الجدران، وأنظمة الأسقف.
ويمكن تطبيق أنظمة العزل الحراري العاكس كأنظمة مستقلة في العديد من التطبيقات ويستخدم أيضا في أنظمة العزل الشامل التي تتطلب قيم مقاومية عالية.